# Thomas Darcy (1er baron Darcy de Chiche)
Thomas Darcy, 1er baron Darcy de Chiche (4 décembre 1506 - 28 juin 1558) est un courtisan anglais sous le règne d'Édouard VI. Il est vice-chambellan de la maison et capitaine des Yeomen de la garde entre 1550 et 1551 avant sa nomination en tant que lord chambellan de la maison. Il est placé en résidence surveillée pour son soutien à Lady Jane Grey comme successeur d'Edward.

## Jeunesse et famille
Thomas Darcy, né en 1506, est le seul fils et héritier de Roger Darcy (décédé le 30 septembre 1508) et d'Elizabeth Wentworth, fille de Sir Henry Wentworth et tante de la reine Jeanne Seymour,. Après la mort de Roger Darcy, Elizabeth (née Wentworth) se remarie, en tant que deuxième épouse, à Sir Thomas Wyndham (d.1522) de Felbrigg, Norfolk, et est la mère de Thomas Wyndham. Elle se marie en troisièmes noces, comme sa troisième femme, à John Bourchier (1er comte de Bath),.
Après la mort de son père, Thomas Darcy devient le pupille de Sir John Raynsford. Il épouse Audrey, la fille de Raynsford, en 1521. Elle meurt sans enfant en 1527 et il épouse plus tard Elizabeth, fille de John de Vere (15e comte d'Oxford) et Elizabeth Trussell. Ils ont cinq ou huit  enfants, dont John, qui lui succède comme 2e baron Darcy de Chiche. Il épouse Frances, fille de Richard Rich (1er baron Rich), et ils ont des descendants, dont Thomas, 3e baron et 1er comte Rivers.

## Carrière politique
Il est fait chevalier en 1532 et siège au parlement d'Essex en 1539, 1545 et 1547, et peut-être en 1536. Après la mort du comte d'Oxford en 1540, il occupe des fonctions habituellement détenues par les de Veres : intendant de St. Osyth, gardien du Château de Colchester et gardien de Tendring Hundred. Sa position à la cour est facilitée par ses relations avec les de Veres et son cousin, Edward Seymour (1er duc de Somerset). Il est nommé écuyer tranchant de la table du roi en 1540, gentleman de la chambre privée en 1544 et principal gentleman de la chambre privée en 1549. Il prête serment au Conseil privé le 24 janvier 1550, et le 2 février, il est nommé vice-chambellan de la maison et capitaine des Yeomen of the Guard. Le 5 avril 1551, il est créé baron Darcy de Chiche pour servir en tant que lord chambellan de la maison, et dans ce poste, il dirige une commission pour réformer les tribunaux des impôts. Il est élu à l'Ordre de la Jarretière le 6 octobre.
Après la mise hors la loi et l'exécution pour trahison de Sir Nicholas Carew (en) en 1539, Darcy obtient le principal domaine Carew à Beddington, qu'il revend plus tard aux héritiers de Carew.
Il est l'un des signataires des lettres patentes permettant à Lady Jane Grey de succéder à Édouard VI, et ce soutien conduit à son assignation à résidence par Marie Ire. Il est gracié, mais perd ses postes et sa qualité de membre du conseil.
Il meurt le 28 juin 1558 à Wivenhoe dans l'Essex et est enterré au prieuré de St Osyth. Il est remplacé par son fils aîné John comme 2e baron Darcy de Chiche.